# Шасија
Шасија (или рам, или оквир) је доњи део моторног возила за који се причвршћују сви делови возила. Шасија је основни носач моторног возила углавном направљен од челичног материјала.
Свако возило мора да има своју конструктивну основу која му служи да носи и обједињује све остале склопове или делове. Та конструктивна основа састоји се од доњег дела која се зове шасија и горњег дела односно каросерије. Међутим, данас постоје такве каросерије које служе и као шасија и као каросерија, то су самоносеће каросерије.
Шасија је некада код возила била незамењива, а данас је у употреби код тежих и теретних возила. Савремена шасија треба да задовољи неколико услова, а то су:
1. да има високу отпорност и крутост конструкције
2. да је што лакша
3. да је што мања могућност деформисања
4. да конструкција има што мање саставних делова
5. да се што лакше монтирају и демонтирају делови и склопови који се на њу причвршћују
6. да има што нижу цену коштања

Све до двадесетих година 20. века шасија се мењала и по конструкцији и по примењеном материјалу, од дрвених шасија код првих кола до металних обично од челичног лима. Доказано је да је крута шасија темељ стабилности на путу, да олакшава управљање и повећава сигурност у кривинама. Шасије се конструктивно изводе у четири основна облика. За тежа моторна возила и аутобусе израђују се правоугаоне шасије, ређе трапезни и средишњи, док се код путничких аутомобила употребљавају претежно X и средишња шасија.
Шасије се састоје од два уздужна носача (ређе једног) и више попречних греда које се међусобно спајају закивањем или заваривањем. Попречни пресек носача и греда може бити отворен, обично U пресек или затворен, кружног, правоугаоног или елипсастог попречног пресека. Отворени профили су јефтинији и могу се спајати закивањем, али им је мања отпорност на увијање. Затворени профили су скупљи и спајају се само заваривањем.
Материјал од којег се раде шасије веома је различит. Најчешће се као материјал употребљава челик, затим челик легиран хромом и никлом, челик са додатком молибдена и друго.
Дотрајала шасија значи и дотрајало возило, па се са становишта одржавања и оправки не може много учинити. Шасија деформисана у удесу или преоптерећењем веома је ризично исправљати и само изузетно се може вршити измена попречних носача. Понекад се врши ојачавање шасија ради укрућивања. То се чини допунским носачима који се заварују или закивају на подужне носаче, а могу се на исти начин наварити појасеви или везни лимови.